# ورنر ۶۶۴۲
سیارک ۶۶۴۲ (به انگلیسی: 6642 Henze، نامگذاری:1990UE3) شش هزار و ششصد و چهل و دومین سیارک کشف شده‌است که در ۲۶ اکتبر ۱۹۹۰ کشف شد.
قدر مطلق سیارک برابر ۵۳.۶ است.